# Aéroport international de Kich
L'aéroport international de Kich (code IATA : KIH • code OACI : OIBK) (persan : فرودگاه بین المللی کیش) est un aéroport international sur l'Île de Kich, dans le golfe Persique, en Iran.
Il sert de point d'entrée pour les centaines de milliers de touristes qui viennent sur l'île de Kich. L'aéroport permet aux étrangers de séjourner 14 jours sans visa, en vertu d'un régime différent de celui de la partie continentale de l'Iran.
Air France a envisagé[Quand ?] Kich en tant que destination pour être desservi à partir de Paris sans concrétiser l'idée[réf. souhaitée].

## Situation
| Sārī Dasht-é Naz Golfe · persique Téhéran-MehrabadTéh.-Mehrabad Mechhed Téhéran-KhomeiniTéh.-Khomeini Chiraz Kish Ahvaz Ispahan Tabriz Bandar · Abbas Kerman Yazid Abadan Kermanchah Zahedan Bouchehr Qechm Ourmieh Racht Birjand Chabahar Lamerd |

## Compagnies aériennes et destinations
| Compagnies            | Destinations |
| --------------------- | --- |
| Ata Airlines          | Ispahan-S. Beheshti, Tabriz, Téhéran-Mehrabad |
| Atrak Air             | Mechhed-Shahid H. Nejad, Téhéran-Mehrabad |
| Caspian Airlines      | Téhéran-Mehrabad |
| Iran Air              | Ispahan-S. Beheshti, Téhéran-Imam-Khomeini, Téhéran-Mehrabad |
| Iran Air Tours        | Ispahan-S. Beheshti, Mechhed-Shahid H. Nejad, Chiraz-Shahid Dastghaib, Téhéran-Mehrabad |
| Iran Aseman Airlines  | Chiraz-Shahid Dastghaib, Arak, Téhéran-Mehrabad |
| Iranian Naft Airlines | Ahvaz, Bandar Abbas, Ispahan-S. Beheshti, Mahshahr (en), Île Sirri (en) |
| Kish Air              | - Abadan, - Abu Moussa (en), - Bandar Abbas, - Dubaï, - Ispahan-S. Beheshti, - Kermanchah, - Mechhed-Shahid H. Nejad, - Mascate, - Sārī-Dasht é Naz, - Chiraz-Shahid Dastghaib, - Téhéran-Mehrabad |
| Mahan Air             | Kerman, Mechhed-Shahid H. Nejad, Téhéran-Mehrabad |
| Meraj Airlines        | Ispahan-S. Beheshti, Mechhed-Shahid H. Nejad, Téhéran-Mehrabad |
| Qeshm Airlines        | Bandar Abbas, Ispahan-S. Beheshti, Qechm, Chiraz-Shahid Dastghaib, Téhéran-Mehrabad |
| Taban Air             | Ispahan-S. Beheshti, Mechhed-Shahid H. Nejad, Téhéran-Mehrabad |
| Zagros Airlines       | Ispahan-S. Beheshti, Chiraz-Shahid Dastghaib, Téhéran-Mehrabad |

Édité le 24/06/2017